# کهنگر خورد
کهنگر خورد (به انگلیسی: Khinger Khurd) یک روستا در پاکستان است که در پنجاب واقع شده‌است.